# Macross Frontier O.S.T.2 Nyan TRA☆
Macross Frontier O.S.T.2 Nyan TRA☆ (マクロスF O.S.T.2　娘トラ☆?) es el segundo álbum de la Banda sonora de Macross Frontier, lanzado al mercado el día 8 de octubre del año 2008 bajo el sello Victor Entertainment.

## Detalles
Esta Banda sonora compuesta casi en su totalidad por la compositora Yoko Kanno, además incluye las canciones de apertura, fondo y cierre interpretadas por las cantantes Megumi Nakajima, May'n y Maaya Sakamoto también compuestas y arregladas por Kanno y que fueron utilizadas en la segunda parte de la serie.
Lista de Canciones

Toda la música compuesta por Yoko Kanno excepto la pista #13 compuesta por Kazuhiko Kato con arreglos de Yoko Kanno y la pista #17 arreglada por Hisaaki Hogari junto con Yoko Kanno. 
| Número de Catálogo: VTCL-60061 | |                                |                                         |          |  |
| N.º                            | Título | Letras                         | Vocalistas                              | Duración |  |
| 1.                             | «Prologue F» |                                |                                         | 1:40     |  |
| 2.                             | «Northern Cross (ノーザンクロス?)» | Yuho Iwasato, Gabriela Robin   | May'n                                   | 4:53     |  |
| 3.                             | «Triangler (fight on stage) (トライアングラー?)» | Gabriela Robin                 | May’n & Megumi Nakajima                 | 5:00     |  |
| 4.                             | «High School Life» |                                |                                         | 1:18     |  |
| 5.                             | «Transformation (トランスフォーメーション?)» |                                |                                         | 2:29     |  |
| 6.                             | «Anata no Oto (アナタノオト?)» | Mana Anju                      | Megumi Nakajima                         | 5:02     |  |
| 7.                             | «Test Flight Delight» |                                |                                         | 2:18     |  |
| 8.                             | «Seikan Hikō (星間飛行?)» | Takashi Matsumoto              | Megumi Nakajima                         | 3:54     |  |
| 9.                             | «Inumimi Ranka (イヌミミランカ?)» |                                |                                         | 1:47     |  |
| 10.                            | «Yōsei (妖精?)» | Mana Anju                      | May'n                                   | 5:16     |  |
| 11.                            | «Tsuioku no Trumpet (追憶のトランペット?)» |                                |                                         | 1:36     |  |
| 12.                            | «Shinkū no Diamond Crevasse (真空のダイアモンド クレバス?)» | hal                            | May'n                                   | 5:03     |  |
| 13.                            | «Ai Oboete Imasu ka ~ bless the little queen (愛・おぼえていますか～bless the little queen?)» | Kazumi Yasui                   | Megumi Nakajima                         | 4:29     |  |
| 14.                            | «Ao no Ether (蒼のエーテル?)» | Maaya Sakamoto                 | Megumi Nakajima                         | 3:47     |  |
| 15.                            | «is this LOVE?» |                                |                                         | 2:30     |  |
| 16.                            | «shadow of Michael» |                                |                                         | 3:46     |  |
| 17.                            | «Aimo O.C. (アイモ O.C.?)» | Maaya Sakamoto, Gabriela Robin | Megumi Nakajima                         | 4:41     |  |
| 18.                            | «Battle Frontier» |                                |                                         | 6:03     |  |
| 19.                            | «Nyan Nyan Service Medley (娘々サービスメドレー?) 1. Lion (ライオン?) 2. Infinity (インフィニティ?) 3. Watashi no Kare wa Pilot (私の彼はパイロット?) 4. Diamond Crevasse (ダイアモンド クレバス?) 5. Seikan Hikō (星間飛行?) 6. What ’bout my star? 7. Lion (ライオン?) 8. Ai Oboete Imasu ka (愛・おぼえていますか?) 9. Lion (ライオン?) 10. Aimo (アイモ?)» |                                | May'n, Megumi Nakajima & Maaya Sakamoto | 7:28     |  |
| 20.                            | «Protoculture (プロトカルチュア?)» |                                |                                         | 1:35     |  |
| 74:35                          | |                                |                                         |          |  |